# Bioproteïna
Bioproteïna és el nom donat a les proteïnes obtingudes del cultiu de microorganismes com són elsbacteris i els llevats. Són proteïnes alimentàries no convencionals obtingudes del cultiu de microorganismes sobre un substrat de subproductes de l'agricultura, de la indústria petroquímica i de la indústria paperera.

És possible obtenir ioproteïnes de molts tipus de microorganismes:algues, bacteris, llevats fongs.
Les algues (dels gèneres Chlorella, Spirulina, Scenedesmus, etc.) ofereixen l'avantatge d'utilitzar solament l'energia solar. Com desavantatges presenten el de tenir elevada quantiat d'àcids nucleics, patir mutacions freqüents i que la proteïna que produeixen està mancada d'alguns aminoàcids essencials.
Actualment s'estudien els bacteris que creixen sobre el metà i aquelles que utilitzen l'hidrogen, el diòxid de carboni i l'amoníac per al seu propi desenvolupament (Hydrogenomonas, Methanomonas, Pseudomonas) 
Més avançada està l'ús de llevats en particular els dels gèneres Candida, Rhodotorula i Saccharomyces. També s'usen els fongs filamentosos (Aspergillus, Penicillum, Fusarium).
Les proteïnes obtingudes a base de microorganismes unicel·lulars tenen molts avantatges respecte al sistema convencional. La rapidesa de creixement permet obtenir gran quantitat de producte en un termini relativament breu; les bioproteïnes contenen un alt percentatge de proteïna (50-70% de la matèria seca); hi ha una gran varietat de substrats a baix cost; s'obtenen en espais petits i independents de les condicions ambientals i climàtiques.